# 野畑美咲
野畑 美咲（のばた みさき、2003年8月25日 - ）は、日本の射撃選手。大分県出身。明治大学在学中。

## 経歴
2023年のジュニアワールドカップで2位、ワールドカップ・ジャカルタ大会で4位。
2024年6月、出場枠の再割り当てによりパリオリンピック代表入り。
8月のパリオリンピック射撃競技では、女子エアライフルで12位。混合エアライフルでは岡田直也とともに出場し25位。